# Živa (Bač, Srbija)
Živa (srp. Жива, mađ.  , nje.  ) je malo mjesto kraj Vajske u vojvođanskom dijelu Bačke. 

## Zemljopisni položaj
Nalazi se na 45°24'74" sjeverne zemljopisne širine i 19°03'8" istočne zemljopisne dužine, na 89 metara nadmorske visine. Nalazi se nedaleko od granice s Hrvatskom; tek nekoliko kilometara, preko Dunava, nalaze se Vukovar i Borovo.

## Upravna podjela
Nalazi se u općini Bač, u Južnobačkom okrugu. Iako je odvojeno od Vajske, Živa nije službeno posebno naselje, nego ju se tretira dijelom Vajske. 

## Vanjske poveznice
- Živa  Arhivirana inačica izvorne stranice od 22. svibnja 2007. (Wayback Machine) na fallingrain.com